# Kališčák
Kališčák (również Kališovo jezero, Kališok) – bagr w Boguminie położony między dzielnicami Stary Bogumin i Szonychel, tuż obok Odry. Powierzchnia zbiornika wynosi 59,9 ha. Do 1996 roku był używany jako zbiornik na wodę pitną dla części Bogumina. W sezonie letnim pełni funkcję kąpieliska dla miejscowej ludności, jest on także wykorzystywany przez wędkarzy. Jakość wody spełnia wymagane normy do kąpieli, oraz jest stale nadzorowana. Przy Kališčáku mieści się fort piechoty czechosłowackich umocnień wojennych oznaczony jako MO S-3 „U mlýna”. Działa tu także Żwirownia Starý Bohumín.